# Биолошки факултет Универзитета у Београду
Биолошки факултет Универзитета у Београду постоји као независан факултет од 1995. године, иако традиција предавања биологије и постојања биолошких одсека у Београду постоји још од 1853. године, од почетка рада Лицеја Кнежевине Србије.
Факултет пружа образовање за будући наставни и научни кадар, и то за три биолошка профила: биологија, молекуларна биологија и физиологија, екологија и заштита животне средине. Студије су организоване на три нивоа: основне академске, мастер академске и докторске академске студије. Факултет не поседује сопствену зграду. Влада Србије најавила је изградњу наменске зграде, у комплексу који ће делити са још два факултета који немају свој простор.

## Историја
Основе високог образовања из области биологије, као и сам факултет су постављене 1838. године оснивањем Лицеја у Крагујевцу. Касније, 1853. године је основан Лицеј Кнежевине Србије у Београду, где су се поред осталих изучавале и дисциплине попут ботанике и зоологије. Од 1863. године се настава из биологије одвија на Техничком факултету, а затим од 1873. године на Природно-математичком одсеку Филозофског факултета у Београду.
Након Другог светског рата одсек постаје самостални Природно-математички факултет. Године 1988. Природно-математички факултет се трансформише у Природно-математичке факултете, а 1990. године дотадашњи Одсек за биолошке науке постаје Биолошки факултет. Коначно, 1995. године Биолошки факултет постаје самосталан факултет у оквиру Универзитета у Београду.
Саме студије су се током историје мењале у складу са развојем науке. У почетку је постојао само наставни програм- биологија, а од школске 1972/73. се оснива и модул- молекуларна биологија и физиологија. Средином деведесетих година се конципира и модул- екологија и заштита животне средине, која постаје актуелна у школској 1997/98. години.

## Институти
У оквиру Биолошког факултета постоји три Института.

### Институт за ботанику и Ботаничка башта „Јевремовац“
Просторије Института налазе се на територији Ботаничке баште Јевремовац, прве ботаничке баште подигнуте у Србији. У оквиру овог Института се налазе катедре:
- Катедра за екологију и географију биљака
- Катедра за морфологију и систематику биљака
- Катедра за физиологију биљака
- Катедра за алгологију, микологију и лихенологију
- Катедра за микробиологију

Поред наставе која се овде обавља на основним, мастер и докторским студијама, чланови Института обављају и научни рад из различитих научних области. У оквиру Института постоји опремљена лабораторија за молекуларну биологију, која је између осталог омогућила најсавременија истраживања биљака са молекуларног аспекта. Осим ове лабораторије, постоји и више лабораторија за потребе осталих катедри.
У Управној згради се између осталог налази и библиотека са великим бројем књига, као и простор за чување Хербаријума Института за ботанику и Ботаничке баште Јевремовац, једног од најзначајнијих и најбогатијих хербаријума у југоисточној Европи. Иницијални део овог хербаријума је Herbarium Pancicianum — хербаријум Јосифа Панчића.

### Институт за зоологију
У оквиру овог Института се налазе катедре:
- Катедра за зоологију бескичмењака и ентомологију
- Катедра за морфологију, систематику и филогенију животиња
- Катедра за динамику развића животиња
- Катедра за генетику и еволуцију
- Катедра за биологију ћелија и ткива
- Катедра за екологију и географију животиња

Године 2001. Институт је комплетно реновиран и опремљен са неколико експерименталних лабораторија. Од значаја су и расхладне коморе, инкубатори за чување и гајење инсеката, ПЦР лабораторија, као и лабораторија Центра за електронску микроскопију. Библиотека Института за зоологију поседује 7814 књига, од којих најстарија потиче из 1790. године (“Бетрахтунг убер дие Натур”), док је најстарија књига на српском језику “Аналитички и систематски преглед животиња у Краљевини Србији, II део – Бескичмењаци” из 1883. године.

### Институт за физиологију и биохемију
У оквиру овог Института се налазе катедре:
- Катедра за општу физиологију и биофизику
- Катедра за упоредну физиологију и екофизиологију
- Катедра за биохемију и молекуларну биологију

Физиолошки завод као претеча Института је основан 1910. године, заслугом академика Ивана Ђаје. Током Другог светског рата је целокупна опрема као и библиотека страдала у пожару, чиме је рад завода прекинут. Године 1972, Физиолошки завод мења назив у Институт за физиологију и биохемију, а исте године се оснива и нова студијска група- молекуларна биологија и физиологија, као прва група те врсте на просторима бивше Југославије. Данас, у оквиру Института функционишу и два центра:
- Центар за хуману молекуларну генетику- прва лабораторија у Србији која је омогућила хуману идентификацију помоћу анализа молекула ДНК.(основан 1997. године од стране проф. Станке Ромац)
- Центар за ласерску микроскопију- основан 2004. године

## Истакнути професори
- Милорад Јанковић
- Владимир Стевановић